# Стародубский сельсовет
Староду́бский сельсове́т — упразднённое сельское поселение в составе Будённовского района Ставропольского края России.

## География
Находится в юго-западной части Будённовского района.

## История
С 16 марта 2020 года, в соответствии с Законом Ставропольского края от 31 января 2020 г. № 5-кз, все муниципальные образования Будённовского муниципального района были преобразованы путём их объединения в единое муниципальное образование Будённовский муниципальный округ.

## Население
| 1989  | 2002  | 2010  | 2011  | 2012  | 2013  | 2014  |
| ----- | ----- | ----- | ----- | ----- | ----- | ----- |
| 5107  | ↗6052 | ↗6501 | ↗6502 | ↘6296 | ↘6271 | ↗6330 |
| 2015  | 2016  | 2017  | 2018  | 2019  | 2020  |       |
| ↗6397 | ↗6427 | ↗6474 | ↗6519 | ↘6494 | ↗6553 |       |

### Национальный состав
По итогам переписи населения 2010 года проживали следующие национальности (национальности менее 1 %, см. в сноске к строке «Другие»):
| Национальность | Численность | Процент |
| -------------- | ----------- | ------- |
| Русские        | 4048        | 62,27   |
| Цыгане         | 464         | 7,14    |
| Армяне         | 399         | 6,14    |
| Даргинцы       | 326         | 5,01    |
| Турки          | 318         | 4,89    |
| Табасараны     | 317         | 4,88    |
| Удины          | 116         | 1,78    |
| Аварцы         | 81          | 1,25    |
| Азербайджанцы  | 79          | 1,22    |
| Корейцы        | 67          | 1,03    |
| Другие         | 286         | 4,40    |
| Итого          | 6501        | 100,00  |

## Состав поселения
- Плаксейка (посёлок) — 300[17]
- Стародубское (село, административный центр) — 4340[18]
- Терек (посёлок) — 1828[19]

## Местное самоуправление
- Совет депутатов сельского поселения Стародубский сельсовет, состоит из 10 депутатов, избираемых на муниципальных выборах по одномандатным избирательным округам сроком на 5 лет. Председатель — Мишин Александр Васильевич (на непостоянной основе).
- Администрация сельского поселения Стародубский сельсовет. Глава муниципального образования — Купаев Виктор Федорович (c 10 октября 2010 года третий срок)

## Инфраструктура
- Центр культуры, досуга и спорта
- Библиотека села Стародубское. Открыта 15 июня 1958 года[20]
- Врачебная амбулатория и два фельдшерских пункта, имеется три аптеки.
- Торговое и бытовое обслуживание населения поселка осуществляют 24 торговые точки и 2 торговых павильона, есть 2 предприятия общественного питания, 3 пекарни, парикмахерская.
- Сбербанк, Доп.офис № 1812/024

## Учебные заведения
- Детский сад № 6 «Колокольчик»
- Детский сад № 32 «Пчёлка»
- Средняя общеобразовательная школа № 7 (на 600 мест)
- Детская музыкальная школа

## Экономика
Важнейшими производственными объектами на территории поселения являются: ООО «Новостародубское» (284 человека работающих, растениеводство, животноводство), ЗАО «Памятный» (75 человек, растениеводство), ЗАО «Вина Прикумья 2000» (202 человека, виноградарство, садоводство, растениеводство, переработка винограда), ОАО «Стародубский элеватор» (94 человека, хранение и отгрузка зерна).

## Русская православная церковь
- Тихвинская церковь[22]

## Памятники
- Дом помещиков Калантаровых, около которого произошла расправа над восставшими крестьянами села Маслов Кут. 1853, 1968 года[23]
- Могила красных партизан, погибших в годы гражданской войны. 1918,1934 гг[24]
- Могила красноармейцев И. И. Корниенко и П. С. Курушкина, казненных белогвардейцами. 1918, 1966 года[25]

## Известные уроженцы
- Пригара, Александр Яковлевич (1912, село Стародубское — 1972) — Герой Советского Союза